# Uggtjärnen (Tännäs socken, Härjedalen)
Uggtjärnen är en sjö i Härjedalens kommun i Härjedalen och ingår i Ljusnans huvudavrinningsområde.